# Serra de Bornes
Serra de Bornes – masyw górski znajdujący się w północnej części Portugalii, w dystrykcie Bragança, na Półwyspie Iberyjskim, którego najwyższy punkt wynosi 1200 metrów n.p.m.
Miejsce to jest często wykorzystywane do uprawiania lotniarstwa i paralotniarstwa.